# Gozdna zvezdica
Gozdna zvezdica (znanstveno ime Stellaria nemorum) je zel iz družine klinčnic.
Gozdna zvezdica zraste do okoli pol metra visoko in ima okoli 2 cm velike bele posamične cvetove.